# Elisa de Vilmorin
Elisa Bailly de Vilmorin -signava Elisa de Vilmorin- (1826-1868), va ser una botànica, horticultora, i genetista francesa, esposa del botànic Pierre Louis François Lévêque de Vilmorin i també membre de la signatura comercial familiar de Vilmorin-Andrieux. Es va ocupar apassionadament de la Biologia i la Química, especialitzant-se en la millora i cultiu de plantes.

## Algunes publicacions
- 1856. Note on the Creation of a New Race of Beetroot and Considerations on Heredity in Plants - Louis de Vilmorin.

## Honors
- Primera dona membre de la Société Botanique de France.

### Epònims
- (Agavaceae) Atzavara vilmoriniana[1]
- (Asteraceae) Thitonia vilmoriniana[2]
- (Cornaceae) Davidia vilmoriniana[3]
- (Ericaceae) Erica vilmoriniana Hort[4]
- (Fagaceae) Castanea vilmoriniana[5]
- (Juglandaceae) Juglans × vilmoriniana Hort.[6]
- (Oleaceae) Phillyrea vilmoriniana Boiss.[7]
- (Primulaceae) Primula vilmoriniana Petitm.[8]
- (Rosaceae) Chaenomeles × vilmoriniana C.Weber[9]
- (Saxifragaceae) Saxifraga vilmoriniana Engl.[10]
- (Simaroubaceae) Ailanthus vilmoriniana[11]
- (Violaceae) Viola vilmoriniana Delacour[12]